# Mitsubishi Ki-15
Chiếc Mitsubishi Ki-15 là một kiểu máy bay trinh sát/máy bay ném bom tấn công hạng nhẹ của Nhật Bản được sử dụng trong Chiến tranh Trung-Nhật và tại Thái Bình Dương trong Thế Chiến II. Ban đầu được thiết kế như là một kiểu máy bay đưa thư dân sự bay nhanh, Ki-15 là kiểu máy bay một động cơ cánh đơn gắn thấp với bộ càng đáp gắn cố định, chở được hai người. Nó phục vụ cho Lục quân và Hải quân Đế quốc Nhật Bản; và Hải quân gọi nó là kiểu C5M, trong khi phe Đồng Minh đặt tên mã cho nó là "Babs".

## Thiết kế và phát triển
Ki-15 Khởi đầu như là sự đầu tư riêng của hãng Mitsubishi nhằm phát triển một máy bay hiện đại tích hợp những kỹ thuật mới nhất có được vào đầu những năm 1930, tương tự như những chiếc máy bay cánh đơn toàn kim loại được phát triển trong thời kỳ đó như chiếc Heinkel He 70 và chiếc Northrop Alpha. Chiếc máy bay được đặt tên là Karigane (Ngỗng hoang). Chiếc nguyên mẫu được đặt tên riêng là "Kamikaze" và được sử dụng trong việc tuyên truyền quốc gia về những tiến bộ của Nhật Bản trong kỹ thuật hàng không. Nó là chiếc máy bay do Nhật chế tạo đầu tiên bay đến châu Âu, và đã tạo nên sự chấn động trong dư luận vào năm 1937, khi thực hiện chuyến bay giữa Tokyo và London trong dịp lễ đăng quang của Vua George VI, trong vòng hơn 51 giờ, một kỷ lục thế giới vào lúc đó. Một trong những chiếc máy bay sản xuất ban đầu được đặt tên là "Asakaze" và được báo Asahi Shimbun sử dụng, vốn đã tài trợ một phần ngân quỹ cho việc phát triển.
Chiếc máy bay cũng thu hút được sự quan tâm của giới quân sự Nhật Bản, và phiên bản quân sự của chiếc Karigane, kiểu Ki-15, được phát triển song song với phiên bản dân sự nhằm đáp ứng một yêu cầu của Lục quân Đế quốc Nhật Bản về một kiểu máy bay trinh sát hai chỗ ngồi. Hải quân cũng sở hữu kiểu này và gọi nó là C5M.

## Lịch sử hoạt động
Sau sự thành công của chuyến bay Nhật Bản-Anh Quốc, một số lượng nhỏ những chiếc Ki-15 được bán cho các khách hàng dân sự, nhưng bên sử dụng chủ yếu là Lục quân Nhật, đã yêu cầu sản xuất dưới tên gọi Máy bay Chỉ huy Trinh sát Lục quân Loại 97 Kiểu 1; họ nhận được chiếc máy bay đầu tiên vào tháng 5 năm 1937. Chiếc máy bay tỏ ra hữu ích trong cuộc Chiến tranh Trung-Nhật và đã thực hiện những phi vụ thâm nhập sâu vào lãnh thổ hậu phương chiến lược của Trung Quốc đến tận Lanzhou. Nó cũng kháng cự được những cuộc đánh chặn cho đến khi Trung Quốc có được những chiếc máy bay tiêm kích Polikarpov I-16 của Xô Viết.
Đã có kế hoạch nhằm nâng cấp chiếc Ki-15, và đến tháng 9 năm 1939, phiên bản Ki-15-II được đưa vào sản xuất với kiểu động cơ Mitsubishi Ha-26-1 công suất 677 kW (900 mã lực) có đường kính nhỏ hơn giúp làm giảm lực cản lẫn cải thiện tầm nhìn của phi công. Hải quân Nhật đã đặt hàng hai mươi chiếc kiểu này dưới tên gọi C5M1 hoặc Máy bay Trinh sát Hải quân Loại 98 Kiểu 1, ngay trước cả Lục quân.
Những nâng cấp sau đó trở thành kiểu Hải quân C5M2 với kiểu động cơ Nakajima Sakae-12 công suất 708 kW (950 mã lực) được đặt mua ba mươi chiếc, và phiên bản Lục quân Ki-15-III với kiểu động cơ Mitsubishi 102 bố trí hình tròn, công suất 783 kW (1.050 mã lực), nhưng không được đưa vào sản xuất.
Đến năm 1943, chiếc này được rút về đảm nhiệm các vai trò thứ yếu ở tuyến sau, nhưng một số cũng được dùng trong các cuộc tấn công cảm tử Thần phong (kamikaze) vào giai đoạn kết thúc Thế Chiến II.

## Các phiên bản
- Ki-15-I (Lục quân)
- Ki-15-II (Lục quân)
- Ki-15-III (Lục quân)
- C5M1 (Hải quân)
- C5M2 (Hải quân)
- Karigane I (Dân sự)

## Các nước sử dụng
Trung Quốc
- Không quân Giải phóng quân Trung Quốc: sử dụng một số máy bay Ki-15 chiếm được gần Harbin vào tháng 6 năm 1946, và đến năm 1948, chúng được sửa chữa toàn bộ và được sử dụng làm máy bay huấn luyện. Hai chiếc Ki-15 cuối cùng được cho nghỉ hưu vào năm 1951.

 Nhật Bản
- Lục quân Đế quốc Nhật Bản
- Hải quân Đế quốc Nhật Bản
- Một số đối tượng sử dụng dân sự, trong đó có báo Asahi Shimbun

## Đặc điểm kỹ thuật (Ki-15-I)
Tham khảo:

### Đặc tính chung
- Đội bay: 2 người
- Chiều dài: 8,7 m (28 ft 7 in)
- Sải cánh: 12,0 m (39 ft 5 in)
- Chiều cao: 3,35 m (11 ft 0 in)
- Diện tích bề mặt cánh: 20,36 m² (219,16 ft²)
- Trọng lượng không tải: 1.400 kg (3.086 lb)
- Trọng lượng cất cánh tối đa: 2.300 kg (5.071 lb)
- Động cơ: 1 x động cơ Nakajima Ha-8 9 xy lanh bố trí hình tròn, công suất 640 mã lực (477 kW)

### Đặc tính bay
- Tốc độ lớn nhất: 480 km/h (298 mph) ở 4.000 m (13.125 ft)
- Tốc độ bay đường trường: 320 km/h (199 mph) ở 5.000 m (16.405 ft)
- Tầm bay tối đa: 2.400 km (1.491 mi)
- Trần bay: 11.400 m (37.400 ft)

### Vũ khí
- 1 x súng máy 7,7 mm (0,303 inch)

## Nội dung liên quan

### Trình tự thiết kế
Ki-9 - Ki-10 - Ki-15 - Ki-17 - Ki-21 - Ki-27

### Danh sách liên quan
- Danh sách máy bay chiến đấu
- Danh sách máy bay quân sự Nhật Bản
- Danh sách máy bay quân sự giữa hai cuộc chiến tranh thế giới
- Danh sách máy bay trong Chiến tranh Thế giới II